# ヒュー・ウッディン

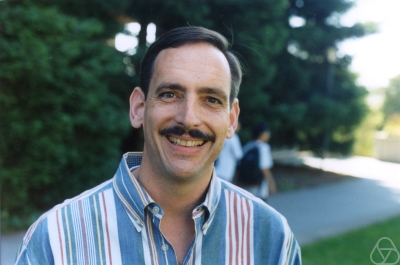
ヒュー・ウッディン、1994年
(photo by George Bergman)

ウィリアム・ヒュー・ウッディン（William Hugh Woodin、1955年4月23日 - ）はアリゾナ州トゥーソン出身の、ハーバード大学に所属する集合論学者。
内部モデルや決定性の理論などで多くの顕著な業績を挙げている。巨大基数の一種であるウッディン基数は彼の名に因む。

## 来歴
カリフォルニア大学バークレー校でRobert M. Solovayに師事し、1984年に博士号を取得。学位論文名は Discontinuous Homomorphisms of C(Omega) and Set Theory 。2002～2003年度にはバークレー校の数学部長を務めた。
アメリカ合衆国財務長官を務めたウィリアム・ハートマン・ウッディンの曾孫に当る。

## 業績
ジェネリック・マルチヴァースの理論と関連するΩ論理を研究。これは通常は連続体仮説が数学的プラトニズムの意味で決定不能かまたは偽だと述べる。だがウッディンは、それでは集合論的な宇宙における全ての真実はその小さな一部から決定できるという、直観に反する帰結が得られるとして異を唱えた。彼の主張によれば、これらおよび他の関連する数学的な結果から（直観的に）導かれる結論として、連続体仮説には真理値がありプラトニズム的なアプローチは理に適っているのだという。
ウッディンは既知の殆ど全ての巨大基数について内部モデルを構成できると予想しており、これを究極のL (Ultimate L) と呼んでいる。これはゲーデルの構成可能宇宙と類似した性質を持つという。特に、この宇宙では連続体仮説が真になる。